# Крива-Паланка
Кри́ва-Па́ланка — город на востоке Северной Македонии, примерно в 5 км от болгарской границы, административный центр общины Крива-Паланка.
Город расположен на северо-востоке республики, неподалёку от горного массива Осогово, по обеим берегам реки Крива-Река. Находится в 60 км от Куманово и в 100 км от столицы страны — города Скопье. Название города по реке, турецкое название у города во времена Османской империи было — Егри-Дере (кривая река), затем Егри-Паланка (тур. Egri Palanka).

## История
Крива-Паланка — один из самых «молодых» городов страны, он был основан турками по указанию Байрам-Паши в 1633 году. К началу XX века город имел полиэтническое население: в работе 1900 года Васила Кынчева «Македония. Этнография и статистика», указано, что город населяли 1,5 тыс. болгар-христиан, 2,5 тыс. турок, 20 влахов и 320 цыган. В 1905 году 1364 жителя города были прихожанами церкви Болгарской екзархии. К началу Первой Балканской войны в 1912 году 27 человек из города стали участниками Македонско-Одринского ополчения

## Население
По переписи 2021 года, Крива-Паланка насчитывает 13 481 жителей.
| Национальность | Всего  |
| македонцы      | 13 758 |
| албанцы        | 0      |
| турки          | 2      |
| цыгане         | 668    |
| влахи          | 2      |
| сербы          | 88     |
| бошняки        | 1      |
| другие         | 39     |

## Достопримечательности

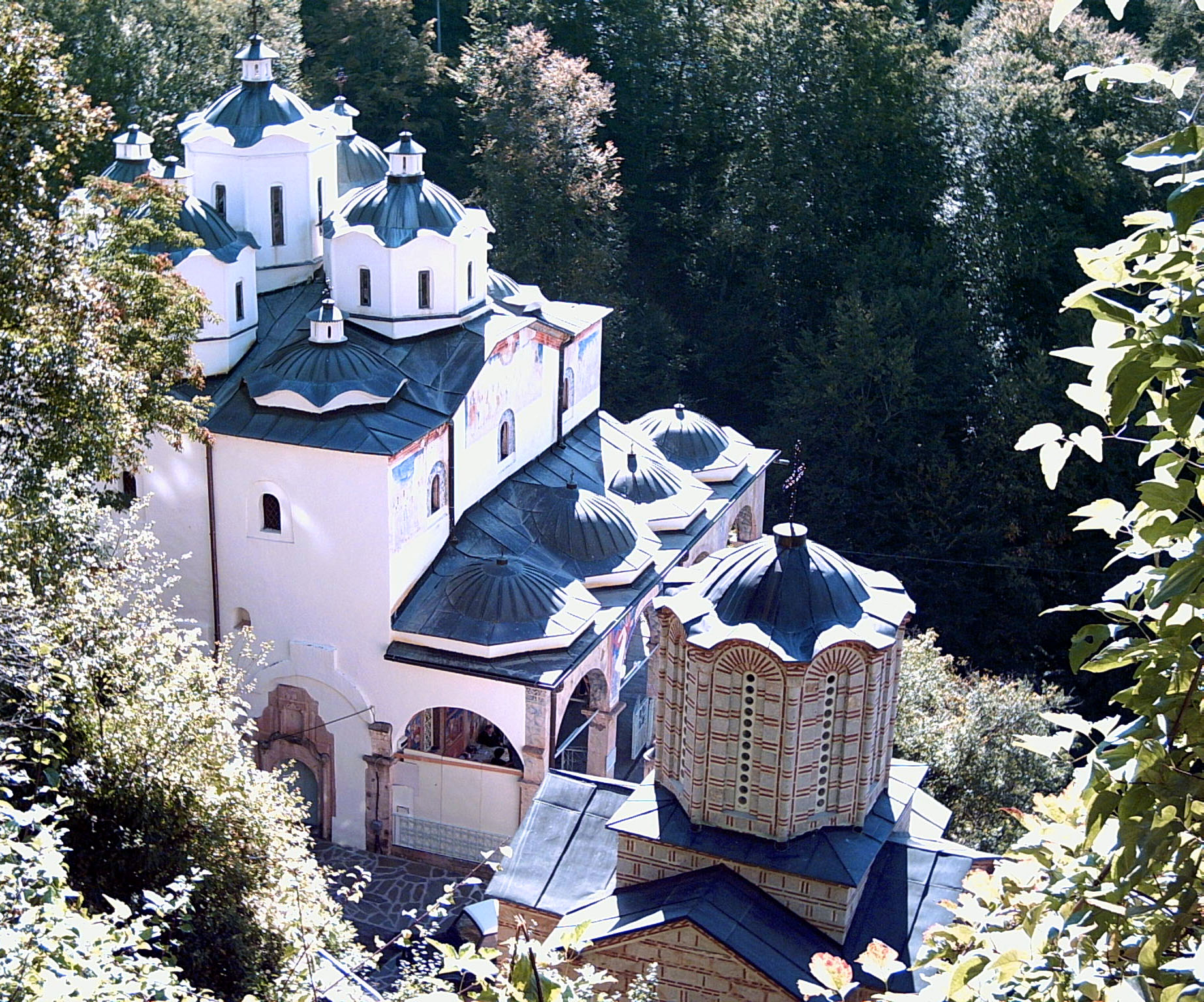
монастырь св. Иокима Осоговского

Рядом с городом (2 км от центра) находится Осоговский православный монастырь — средневековый памятник архитектуры и истории.